# Erich Beer
Erich Beer (ur. 9 grudnia 1946 w Neustadt bei Coburg) – niemiecki piłkarz.

## Kariera klubowa
Beer zawodową karierę rozpoczynał w pierwszoligowym 1. FC Nürnberg. W Bundeslidze zadebiutował 17 sierpnia 1968 w przegranym przez jego zespół 1:4 pojedynku z Alemannią Akwizgran. 31 sierpnia 1968 w wygranym 4:0 meczu z Borussią Mönchengladbach strzelił pierwszego gola w trakcie gry w Bundeslidze. W 1969 roku zajął z klubem 17. miejsce w lidze i spadł z nim do 2. Bundesligi. Wówczas przeniósł się do beniaminka Bundesligi – Rot-Weiss Essen. Pierwszy ligowy mecz zaliczył tam 23 sierpnia 1969 w przeciwko Alemannii Akwizgran (2:0). W 1971 roku, po spadku Rot-Weiss Essen do 2. Bundesligi, Beer odszedł z klubu.
Został zawodnikiem pierwszoligowej Herthy Berlin. Zadebiutował tam 14 sierpnia 1971 w przegranym przez Herthę 0:3 ligowym meczu z VfB Stuttgart. W 1975 roku wywalczył z klubem wicemistrzostwo Niemiec. W sezonie 1975/1976 w klasyfikacji strzelców Bundesligi Beer z 23 bramkami na koncie zajął 2. miejsce. W 1977 i 1979 roku jego klub wystąpił w finale Pucharu Niemiec, ale w obu przypadkach przegrywał tam swoje mecze. W Hercie Beer grał do 1979 roku. W sumie zagrał tam w lidze 253 razy i strzelił 83 gole.
W 1979 roku przeszedł do saudyjskiego Ittihad FC. Grał tam przez dwa lata, a potem powrócił do Niemiec. Podpisał kontrakt z drugoligowym TSV 1860 Monachium. W 1980 roku zajął z klubem 4. miejsce w lidze, jednak z powodu bankructwa klubu, został z nim zdegradowany do Oberligi. W TSV grał jeszcze przez dwa lata. W 1984 roku zakończył karierę.

## Kariera reprezentacyjna
W reprezentacji Niemiec Beer zadebiutował 17 maja 1975 w zremisowanym 1:1 towarzyskim meczu z Holandią. 3 września 1975 w wygranym 2:0 towarzyskim spotkaniu z Austrią strzelił dwa gole, które były jego pierwszymi w trakcie gry w kadrze. W 1976 roku został powołany do drużyny narodowej na Mistrzostwa Europy. Rozegrał na nich 5 spotkań i zdobył bramki, a Niemcy wywalczyli wicemistrzostwo Europy. W 1978 roku Beer był uczestnikiem Mistrzostw Świata, na których zagrał w 4 meczach, a Niemcy zakończyli je na drugiej rundzie. W latach 1975–1978 w drużynie narodowej Beer rozegrał łącznie 24 spotkania i zdobył 7 bramek.

## Kariera trenerska
W trakcie kariery został grającym trenerem. Jego pierwszym klubem był TSV 1860 Monachium, który trenował od stycznia do września 1983. Potem pozostał w klubie już tylko jako zawodnik. Drużynę TSV prowadził jeszcze także w listopadzie 1984. Od tego czasu nigdzie nie pracował jako trener.